# Dobkovice
Dobkovice település Csehországban, Děčíni járásban. Dobkovice Těchlovice, Malšovice, Děčín és Povrly településekkel határos. Lakosainak száma 661 fő (2024. január 1.).

## Népesség
A település lakosságának változását az alábbi diagram mutatja:
| Lakosok száma | 543  | 942  | 873  | 513  | 799  | 631  | 659  | 652  | 635  | 661  |
|               | 1869 | 1900 | 1921 | 1961 | 1980 | 2011 | 2016 | 2019 | 2021 | 2024 |